# Marisa Sanches
Marisa Sanches (Caconde, 8 de abril de 1924 – São Paulo, 4 de fevereiro de 2002) foi uma atriz brasileira de televisão e teatro.
Seu último trabalho foi na telenovela Dinheiro Vivo. É mãe de Débora Duarte e avó de Paloma Duarte e Daniela Duarte. Quando ela se casou com Lima Duarte, Débora tinha um ano e oito meses de vida.

## Carreira

### Televisão
| Ano  | Título                                    | Personagem        | Notas                                  |
| ---- | ----------------------------------------- | ----------------- | -------------------------------------- |
| 1979 | Dinheiro Vivo                             | Gumercinda        |                                        |
| 1978 | João Brasileiro, o Bom Baiano             | —                 | [ 2 ]                                  |
| 1977 | Éramos Seis                               | Benedita          |                                        |
| 1976 | Os Apóstolos de Judas                     | Mildred           |                                        |
| 1975 | Meu Rico Português                        | Letícia           |                                        |
| 1973 | Rosa dos Ventos                           | Irmã Clementina   |                                        |
| 1972 | Bel-Ami                                   | —                 | [ 3 ]                                  |
| 1972 | Na Idade do Lobo                          | —                 |                                        |
| 1971 | A Fábrica                                 | Lúcia             |                                        |
| 1970 | Simplesmente Maria                        | —                 |                                        |
| 1969 | Nino, o Italianinho                       | Júlia             |                                        |
| 1968 | Sozinho no Mundo                          | Antônia           |                                        |
| 1967 | Os Rebeldes                               | —                 |                                        |
| 1967 | Angústia de Amar                          | Cíntia            |                                        |
| 1966 | Os Irmãos Corsos                          | —                 |                                        |
| 1966 | A Ré Misteriosa                           | Roberta           |                                        |
| 1966 | A Inimiga                                 | Paulina           |                                        |
| 1965 | O Cara Suja                               | Amália            |                                        |
| 1965 | Teresa                                    | Luiza             |                                        |
| 1964 | Se o Mar Contasse                         | Raquel            |                                        |
| 1964 | Alma Cigana                               | Carlota           |                                        |
| 1964 | TV de Vanguarda                           | Carmen            | Episódio: "A Bruxa"                    |
| 1963 | Moulin Rouge - A Vida de Toulouse-Lautrec | —                 |                                        |
| 1962 | A Única Verdade                           | —                 |                                        |
| 1962 | A Estranha Clementine                     | —                 |                                        |
| 1962 | TV de Comédia                             | Mimi              |                                        |
| 1959 | Doce Lar Teperman                         | —                 |                                        |
| 1959 | Adeus, Mr. Chips                          | —                 |                                        |
| 1959 | TV de Vanguarda                           | Juliette Tremblet | Episódio: "Não Se Mata Um Pobre Diabo" |
| 1958 | Sétimo Céu                                | Arlete            |                                        |
| 1958 | TV de Vanguarda                           | —                 | Episódio: "Johnny"                     |
| 1958 | Suspeita                                  | —                 |                                        |
| 1957 | O Corcunda de Notre-Dame                  | Flor de Lys       |                                        |
| 1955 | Oliver Twist                              | —                 |                                        |

### Cinema
| Ano  | Título               | Personagem | Notas                 |
| ---- | -------------------- | ---------- | --------------------- |
| 1975 | Cada um Dá o que Tem | Senhora    | Segmento: "O Despejo" |